# Désirée Clary

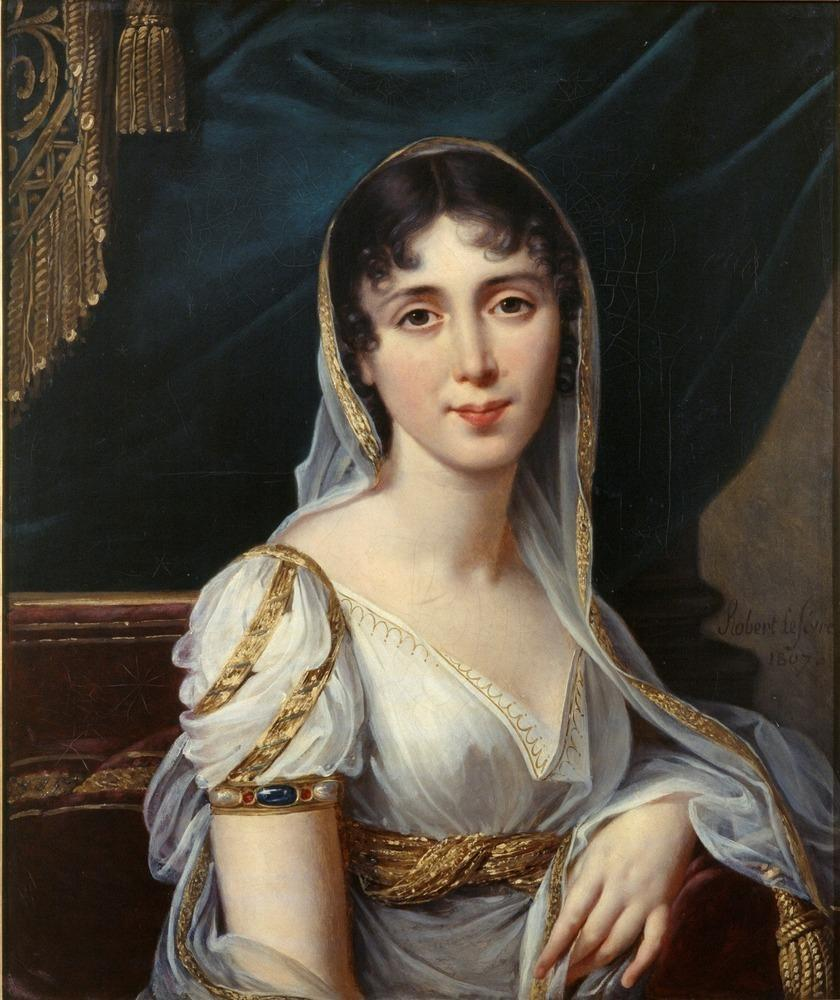
Désirée Bernadotte (1807)

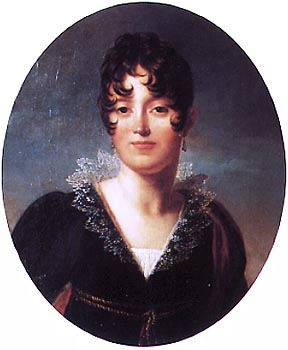
Désirée Bernadotte (1810)

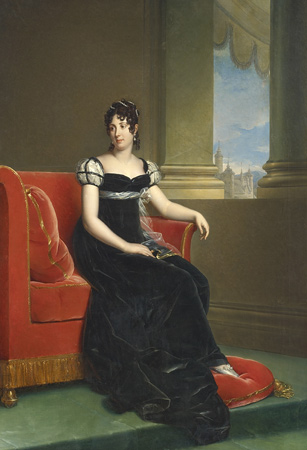
Désirée Bernadotte (1810)

Bernardine Eugénie Désirée Clary (seit 1798 Désirée Bernadotte und seit 1806 Fürstin von Pontecorvo; * 8. November 1777 in Marseille; † 17. Dezember 1860 in Stockholm) wurde 1818 an der Seite ihres Mannes Jean-Baptiste Bernadotte als Desideria Königin von Schweden und Norwegen.

## Vorfahren
Der Name Clary ist in unterschiedlichen Provinzen verbreitet. Viele Forscher haben bisher ohne Erfolg versucht, einen Ursprung nachzuweisen. Es konnte bislang nicht eindeutig geklärt werden, woher die Marseiller Familie Clary stammte. Eine Verwandtschaft zu dem ursprünglich aus Oberitalien stammenden Adelsgeschlecht Clary ist nicht bekannt. Einige Forscher vermuteten den Ursprung in der Dauphiné, andere in Albi. Unter dem Ancien Régime hatte die Familie Clary keinen Anspruch auf Nobilitierung erhoben. Während des Ersten Kaiserreiches waren Vermögen und verwandtschaftliche Beziehungen derart bedeutend, dass die Familie ohne glänzende Ahnentafel auskam.
Im Jahre 1940 glaubte ein Forscher, der in Nizza lebte, dass er die „Wiege“ der Clarys gefunden habe: In einem kleinen Dorf (Péone) in den Seealpen leben viele Menschen, die den Namen Clary tragen. Jedoch gestatten die Eintragungen in den katholischen Kirchenbüchern und andere Unterlagen keine einwandfreien Rückschlüsse auf die Verwandtschaft mit der Familie Clary aus Marseille.
Die Zivilstandsakten der Stadt Marseille betrachten Jacques Clary, den ersten bekannten Clary, als wirklichen Vorfahren. Er war der Sohn von Antoine Clary und Marguerite Canolle. Am 24. November 1690 heiratete er Catherine Barosse in der Kirche St. Martin zu Marseille. Ein Sohn von Jacques, Joseph (1693–1748), heiratete am 27. Februar 1724 Françoise-Agnès Amauric. Aus dieser Verbindung entstammte François Clary, Désirées Vater (1725–1797). Ihre Mutter war Françoise-Rose Somis (1737–1815), Tochter des Joseph-Ignace Somis († 1750), Ingenieur im Hafen von Marseille.
Der älteste Bruder, ebenfalls entstammend aus der zweiten Ehe (geschlossen 26. Juni 1759) des Vaters, François Clary, mit Françoise-Rose Somis, war Nicolas-Joseph Clary (* 23. März 1760–6. Juni 1823), Comte und Pair am 2. Juni 1815, vermählt 1810 mit Malcy Rouyer (1791–1820).

## Kindheit
Der Vater François Clary wurde am 24. Februar 1725 geboren. Er betrieb in Marseille ein Im- und Exportgeschäft von und nach Konstantinopel. Im Handel mit Kaffee und Kolonialprodukten erwarb er ein ansehnliches Vermögen. François Clary war zweimal verheiratet. Seine erste Ehefrau war Gabrielle Fléchon, die er am 13. April 1751 heiratete. Dieser Ehe entsprangen vier Kinder, François-Joseph, Marie-Jeanne, Marie-Thérèse-Catherine und Etienne-François. Gabrielle starb am 3. Mai 1758, vier Monate nach der Geburt des letzten Kindes. Im folgenden Jahr, am 26. Juni 1759, ging François Clary eine zweite eheliche Verbindung mit Françoise-Rose Somis ein, die im Laufe ihrer Ehe neun Kinder gebar und so die Familie um die Mitglieder Nicolas-Joseph, Joseph-Honoré, Rose, Lucie, Justinien, Honorine, Julie, Basile und Désirée erweiterte.
Das jüngste und dreizehnte Kind, Bernardine Eugénie Désirée Clary, wurde am 8. November 1777 in Marseille geboren. Das Mädchen wurde einen Tag nach seiner Geburt in der Kirche Saint-Ferréol getauft. Die Paten waren die Schwester ihrer Mutter, Bernardine-Cathérine de Somis, und der Ehemann ihrer Halbschwester Jeanne, Louis Honoré Le Jeans.
Die Familie Clary dehnte sich in den folgenden Generationen noch weiter aus. Die Nachkommenschaft von François Clary bestand schließlich aus 13 Kindern, 19 Enkeln, 39 Urenkeln und 59 Ur-Urenkeln.

## Jugend und Verlobung mit Napoleon
Über Désirées Jugend ist nur wenig bekannt. Sie besuchte nur wenige Jahre, bis zur französischen Revolution 1789, eine Konventsschule. Anschließend lebte sie mit ihren beiden ältesten Geschwistern (Etienne und Julie Clary), ihrer Mutter und dem Hausmädchen Marie in Marseille zusammen, wo sie begrenzten Heimunterricht erhielt. Der Vater starb 1794. Im Jahre 1793 versuchte sie, ihren Bruder Etienne durch Fürsprache aus dem Gefängnis zu befreien, und lernte dabei zufällig Joseph Bonaparte kennen, wodurch die Familien Clary und Bonaparte Bekanntschaft schlossen. Im August 1794 heiratete ihre ältere Schwester Julie Clary Joseph Bonaparte, der später von Kaiser Napoleon zum König von Neapel und danach zum König von Spanien gemacht wurde.
Im September 1794 lernte Désirée Clary in Marseille ihren Schwager, den jungen, noch unbedeutenden General Napoleon Bonaparte, den späteren Kaiser der Franzosen kennen, und verlobte sich mit ihm am 21. April 1795. Aufgrund der militärischen Engagements Napoleons folgte eine lange Trennungszeit, in der beide häufig korrespondierten: Sie schrieb ihm verliebte Briefe und er ermahnte die 16-jährige, sich literarisch und musikalisch fortzubilden. Die Trennung verlängerte sich auch dadurch, dass die Familie Clary Marseille verließ und sich in Genua ansiedelte, wohin auch Napoleons Bruder Joseph ihnen folgte. Die Familie unterstützte die Verlobung aber nicht und erlaubte der Tochter vor allem nicht, von Genua nach Paris zu reisen. Napoleon schrieb ihr von dort stürmische Briefe, so den vom 14. Juni 1795: „Es gibt nichts, was ich für meine hinreißende Eugénie nicht tun würde. Aber wenn das Schicksal gegen uns ist, denk Du nur an Dich und an Dein eigenes Glück: Es ist wertvoller als das meine.“ Auf eine neue militärische Verwendung wartend schrieb er eine Novelle mit dem Titel Clisson et Eugénie, wobei er nach Auflösung der Verlobung ihren Namen aus dem Titel strich. In Paris lernte Napoléon die einflussreiche Witwe Joséphine kennen und heiratete sie am 8. März 1796. Désirée erfuhr davon und schrieb ihm einen letzten dramatischen Brief, in dem sie Napoleon versprach, niemals einen anderen Mann zu heiraten.
Napoleons Bruder Joseph hatte den General Jean-Baptiste Bernadotte schon in der Revolutionszeit kennengelernt. Napoleon traf ihn am 17. März 1797 beim Italienfeldzug und teilte mit ihm die dortige Beute. Joseph, der mit der Schwester von Désirée verheiratet war, hat „mit dem Hintergedanken, sich die Unterstützung eines prominenten ehemaligen Jacobiners zu sichern,.... die Vermählung seiner Schwägerin Désirée  mit General Bernadotte eingefädelt“.

## Ehe mit General Bernadotte und Königin von Schweden

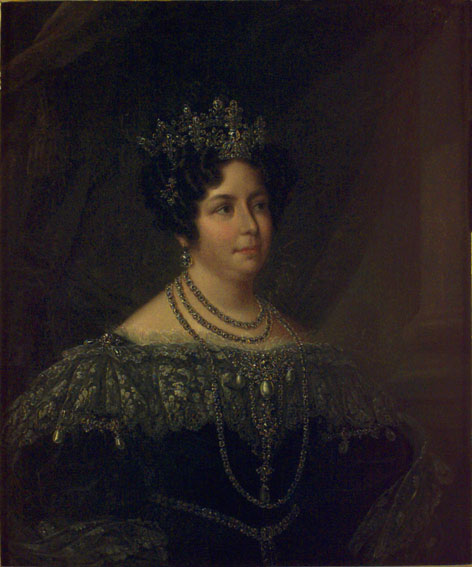
Königin Desideria (um 1845)

Am 17. August 1798 heiratete sie General Bernadotte, einen Freund von Joseph und Lucien Bonaparte, die beide Trauzeugen wurden. Am 4. Juli 1799 kam ihr Sohn Oskar auf die Welt, dessen Patenschaft umstritten ist. In seiner Verbannung auf Sankt Helena reklamierte Napoleon diese für sich, was Bernadotte, inzwischen Karl XIV. Johann von Schweden, jedoch dementierte. Wahrscheinlich war Joseph Bonaparte Oskars Pate, da seine Familie eng mit der Josephs befreundet war und Napoleon in dieser Zeit den Oberbefehl über die Ägyptenexpedition führte.
Bernadotte wurde 1804 zum Marschall von Frankreich und 1806 zum Fürsten von Pontecorvo erhoben. Im Jahr 1810 adoptierte ihn das kinderlose schwedische Königspaar als Kronprinzen unter dem Namen Karl Johann. Mit der Thronbesteigung ihres Mannes wurde Désirée 1818 unter dem Namen Desideria Königin von Schweden und Norwegen. Obwohl ihr Mann und ihr Sohn ab 1810 in Schweden lebten und Bernadotte 1813 und 1814 die Nordarmee in den Befreiungskriegen gegen Napoleon führte, reiste sie nach Frankreich zurück und lebte dort bis 1823, größtenteils unter dem Pseudonym Gräfin von Gotland. Als Gründe hierfür gelten sowohl ihre Gesundheit, da sie mit dem nordischen Klima 1810 nicht zurechtkam, als auch ihre Abneigung gegenüber dem steifen schwedischen Königshof. Als Ausdruck ihres Desinteresses an Schweden und ihrer Stellung als Königin wird ihr die Bemerkung zugeschrieben: »Wie traurig ist das Leben an Höfen, an denen man nicht aufgewachsen ist.« Ferner soll sie in Paris auch eine Liebschaft mit Ange Chiappe (1760–1826) unterhalten, vor allem aber dem Herzog von Richelieu (1766–1822) nachgestellt haben, in den sie verliebt war. Erst dessen plötzlicher Tod soll dann ihre endgültige Übersiedelung nach Schweden motiviert haben.
Anlässlich der Hochzeit ihres Sohnes am 19. Juni 1823 kam sie mit der Braut Josephine von Leuchtenberg nach Stockholm. Am 21. Dezember 1829 fand ihre Krönung in Stockholm statt. In Norwegen konnte sie als Katholikin nicht gekrönt werden, weil in der norwegischen Verfassung die evangelische Kirche als Staatsreligion verankert war. Allerdings waren die Insignien schon beschafft und befinden sich heute im Dom zu Trondheim.
Sie lebte danach meist getrennt von ihrem Ehemann auf Schloss Rosersberg bei Sigtuna und bevorzugte einen unkonventionellen Lebensstil. Sie lernte nie Schwedisch und plante oft ihre Rückkehr nach Frankreich, verwirklichte dies aber auch nach dem Tod ihres Mannes 1844 nie. Die letzten ernsthaften Reisevorbereitungen werden im Jahr 1853 verzeichnet.

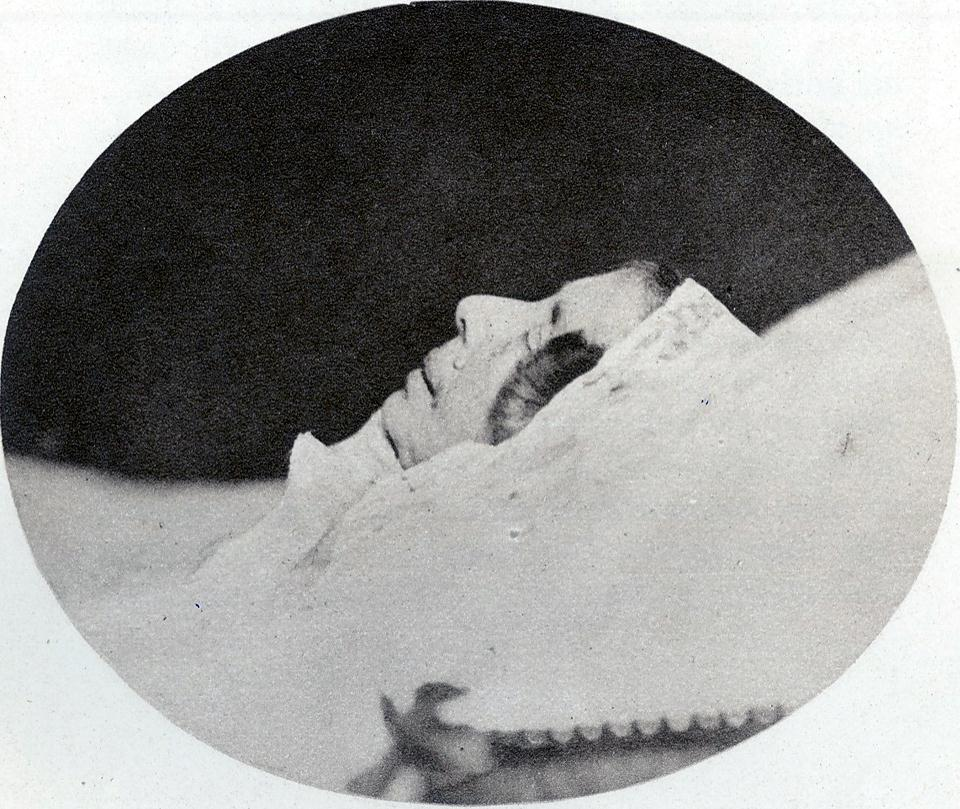
Königin Desideria auf dem Totenbett, Foto von Gustaf Carleman, 1860

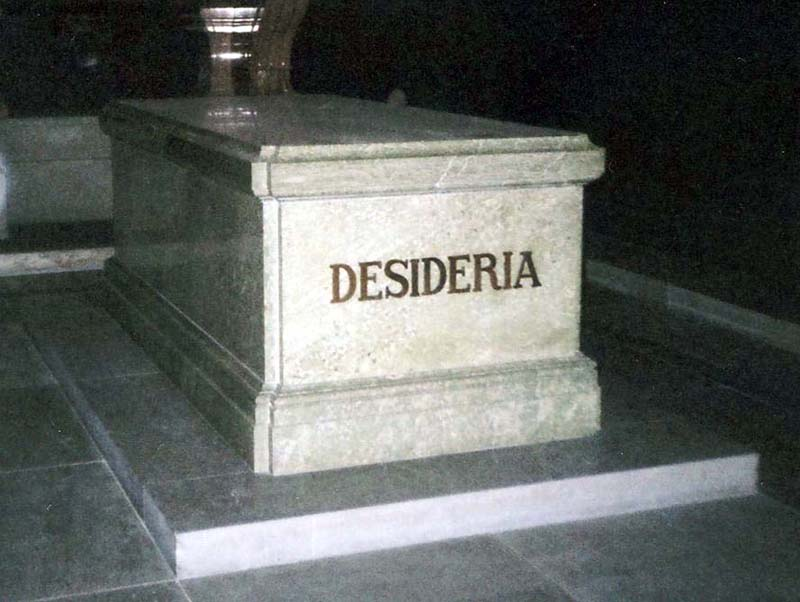
Königin Desiderias Sarkophag in der Riddarholmskyrkan

Am 17. Dezember 1860 begab sich Desideria nach Stockholm, um eine Inszenierung des Dramas von Calderón Das Leben ist ein Traum zu sehen. Nach dem Theaterbesuch starb sie plötzlich auf der Treppe des Königsschlosses in Stockholm.
Ihr Sohn Oskar war seinem Vater 1844 auf den Thron gefolgt. Das heutige, von ihr abstammende schwedische Königshaus trägt immer noch den Familiennamen Bernadotte.

## Rezeption
Die Zeitgenossin Laure-Adelaide Abrantès bezeichnete Désirée Clary in ihren 1831 erschienenen Memoiren als eine »totale Null«. Auch andere Schriftstücke, darunter die von Königin Hedwig, Désirées Vorgängerin, liefern nach den Recherchen von L'Ain das Bild einer unangenehmen Person, die unhöflich, unsympathisch und verzogen war.
1941 verfilmte Sacha Guitry in Le destin fabuleux de Désirée Clary das Schicksal Désirée Clarys.
1951 erschien der Roman Désirée von Annemarie Selinko, der ein in zahlreiche Sprachen übersetzter Weltbestseller wurde und ein äußerst positives Bild Désirées vermittelte, dabei aber auch Geschichtsklitterung betrieb. 1954 kam eine Verfilmung des Romans mit Marlon Brando und Jean Simmons in den Hauptrollen in die Kinos.

## Filme
- Le destin fabuleux de Désirée Clary. Frankreich 1941, Regie: Sacha Guitry, Darsteller: Jean-Louis Barrault als Napoleon
- Désirée. USA 1954, Produktion: 20th Century Fox, Regie: Henry Koster, Buch: Daniel Taradash nach dem Roman von Annemarie Selinko, Darsteller: Marlon Brando als Napoléon, Jean Simmons als Désirée Clary; 2 Oscar-Nominierungen (Ausstattung und Kostüm)